# Żałangaszköl (stacja kolejowa)
Żałangaszköl (kaz. Жалаңашкөл, ros. Жаланашколь) – stacja kolejowa w miejscowości Żałangaszköl, w rejonie Ałaköl, w obwodzie żetysuskim, w Kazachstanie. Położona jest na linii Aktogaj - Urumczi, na trasie Nowego Jedwabnego Szlaku.